# Westerdraai
Westerdraai is een gedeeltelijk vooroorlogse volkswijk nabij Oling in Appingedam. De verbinding met het centrum van Appingedam wordt gevormd door een ophaalbrug over het Nieuwe Diep, die de opvolger is van de Westerdraaibrug waarnaar de wijk genoemd is.

## Beschrijving
De meeste woningen werden gebouwd tijdens de Wederopbouw van de jaren 50. De wijk bestaat uit enkele straten en heeft een sterk sociaal karakter. Westerdraai loopt vanaf de Lisstraat in het westen via de Derk Boeremastraat naar het oosten, alwaar het grenst aan het Damsterdiep. Langs het Damsterdiep loopt de Westerkade. Parallel aan de Lisstraat loopt de voormalige Dijkhuizendwarsstraat, die na de Tweede Wereldoorlog omgedoopt werd tot Karel Doormanstraat. Karel Doorman was een schout-bij-nacht die in 1942 omkwam bij de Slag in de Javazee. Parallel aan de Derk Boeremastraat loopt de Dijkhuizenweg - genoemd naar de vroegere borg Dijkhuizen - vanaf de Westerdraaibrug richting Wirdumerdraai. Dit is een deel van de uit de middeleeuwen daterende Stadsweg naar Groningen aan de zuidzijde van het Damsterdiep.
Er staat een christelijke basisschool in de wijk. Om een naburige, in Oling gelegen basisschool te ontsluiten, moesten twee huizen in de Derk Boeremastraat (recht tegenover de Karel Doormanstraat) plaatsmaken voor een fietspad en een trottoir.